# Futbol Club Barcelona 1997-1998
Questa voce raccoglie le informazioni riguardanti il Futbol Club Barcelona nelle competizioni ufficiali della stagione 1997-1998.

## Maglie e sponsor
Lo sponsor tecnico per la stagione 1997-1998 è Kappa.
| Casa (campionato) | Trasferta (campionato) | Casa (Europa) | Trasferta (Europa) | Portiere (prima) | Portiere (Seconda) |  |

## Organigramma societario
Area direttiva
- Presidente: Josep Lluís Núñez

Area tecnica
- Direttore sportivo: Bobby Robson
- Allenatore: Louis van Gaal
- Allenatori in seconda: José Mourinho, Carles Rexach, Gerard van der Lem
- Collaboratore tecnico: André Villas-Boas
- Preparatore dei portieri: Frans Hoek

## Rosa
| N. |                        | Ruolo | Calciatore                 |
| -- | ---------------------- | ----- | -------------------------- |
| 1  | Portogallo (bandiera)  | P     | Vítor Baía                 |
| 2  | Spagna (bandiera)      | D     | Albert Ferrer              |
| 3  | Spagna (bandiera)      | D     | Abelardo                   |
| 4  | Spagna (bandiera)      | C     | Josep Guardiola (capitano) |
| 5  | Portogallo (bandiera)  | D     | Fernando Couto             |
| 6  | Spagna (bandiera)      | C     | Óscar García               |
| 7  | Portogallo (bandiera)  | C     | Luís Figo (vice capitano)  |
| 8  | Bulgaria (bandiera)    | A     | Hristo Stoichkov           |
| 9  | Brasile (bandiera)     | A     | Sonny Anderson             |
| 10 | Brasile (bandiera)     | A     | Giovanni                   |
| 11 | Brasile (bandiera)     | A     | Rivaldo                    |
| 12 | Spagna (bandiera)      | D     | Sergi Barjuan              |
| 13 | Paesi Bassi (bandiera) | P     | Ruud Hesp                  |
| 14 | Nigeria (bandiera)     | C     | Emmanuel Amunike           |

| N. |                        | Ruolo | Calciatore         |
| -- | ---------------------- | ----- | ------------------ |
| 15 | Francia (bandiera)     | A     | Christophe Dugarry |
| 16 | Jugoslavia (bandiera)  | C     | Dragan Ćirić       |
| 17 | Paesi Bassi (bandiera) | C     | Winston Bogarde    |
| 18 | Spagna (bandiera)      | C     | Guillermo Amor     |
| 19 | Spagna (bandiera)      | A     | Juan Antonio Pizzi |
| 20 | Spagna (bandiera)      | D     | Miguel Ángel Nadal |
| 21 | Spagna (bandiera)      | C     | Luis Enrique       |
| 22 | Paesi Bassi (bandiera) | D     | Michael Reiziger   |
| 23 | Spagna (bandiera)      | C     | Iván de la Peña    |
| 25 | Spagna (bandiera)      | P     | Carles Busquets    |
| 26 | Spagna (bandiera)      | C     | Albert Celades     |
| 27 | Spagna (bandiera)      | C     | Roger García       |
| 31 | Spagna (bandiera)      | C     | Mario Rosas        |
| 32 | Spagna (bandiera)      | A     | Jofre              |